# Костеневичи

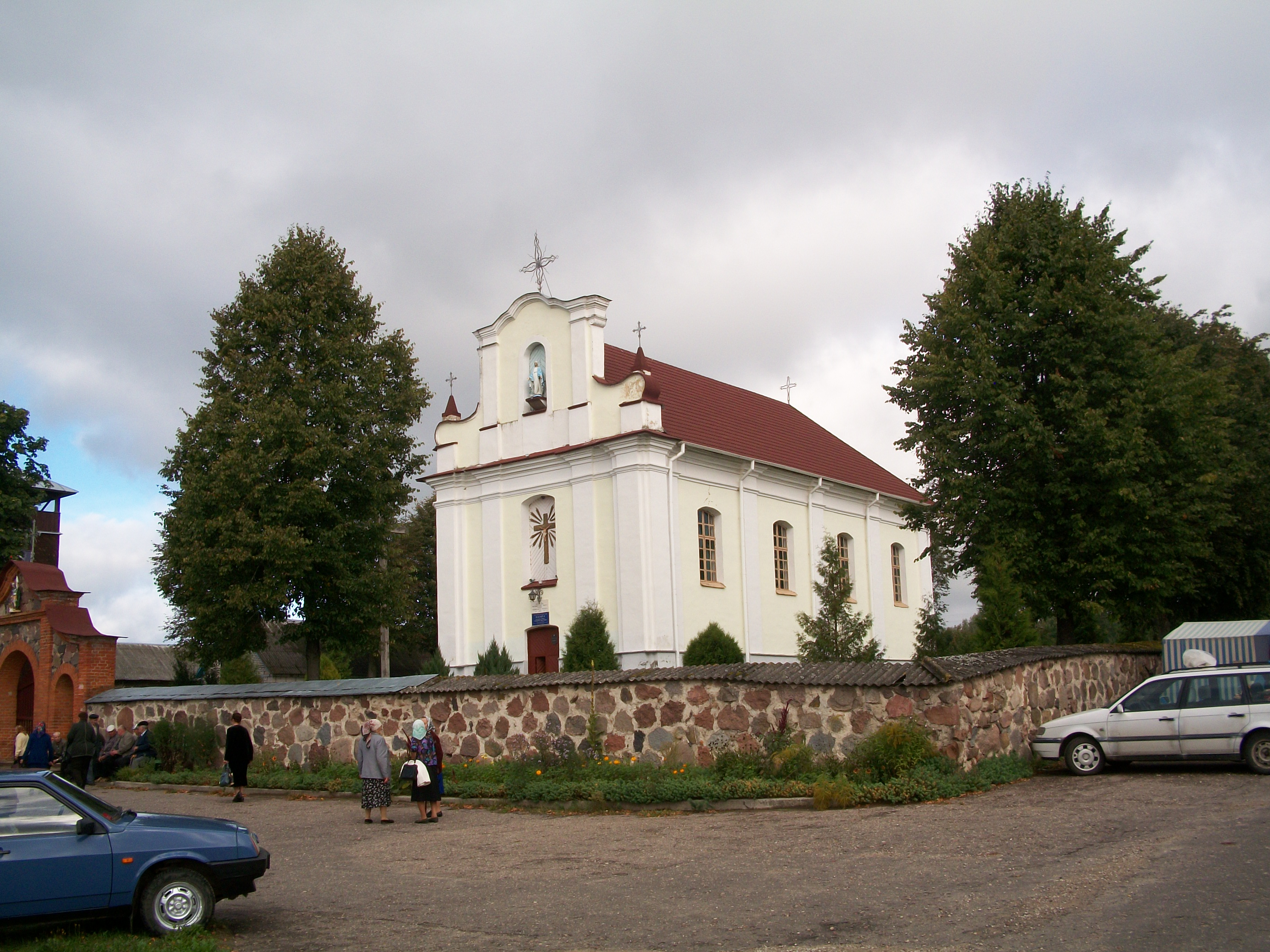
Храм Непорочного Зачатия Пресвятой Девы Марии

Костеневичи (бел. Касцяневічы) — деревня в Вилейском районе Минской области Белоруссии, в составе Людвиновского сельсовета. До 2013 года была центром Костеневичского сельсовета. Население 184 человека (2009).

## География
Деревня находится в 22 км к северо-востоку от райцентра, города Вилейка и в 8 км к северу от Вилейского водохранилища. Около Костеневичей пересекаются два шоссе — автодорога Р58 Минск — Мядель и дорога Р29 Вилейка — Долгиново — Докшицы. Ещё одна дорога ведёт в сторону посёлка Кривичи. Ближайшая ж/д станция Княгинин находится в 10 к северу (линия Молодечно — Полоцк).

## Достопримечательности
- Католический храм Непорочного Зачатия Пресвятой Девы Марии. Построен в 1763 году в стиле позднего барокко. Принадлежал ордену иезуитов. Включён в Государственный список историко-культурных ценностей Республики Беларусь[1] —  Историко-культурная ценность Республики Беларусь, шифр 612Г000123. В 2013 году в Белоруссии была выпущена марка, посвящённая 250-летию храма[2].